# États et territoires de l'Inde
 (août 2021).

États et territoires de l'Inde.

L'Inde est une république fédérale composée de vingt-huit États et huit territoires de l'Union. L'article 1 de la Constitution de l'Inde établit que

« L'Inde, c'est-à-dire le Bharat, est une Union d'États. »

Chaque État dispose d'institutions propres et du pouvoir d'adopter des lois dans certains domaines. Les États se distinguent des territoires de l'Union qui relèvent directement du gouvernement central.

## Histoire
Au moment de l'adoption de la Constitution en 1950, l'Inde compte quatre types d'États :
- les anciennes provinces de l'Empire britannique des Indes dirigées par un gouverneur,
- les anciens États princiers intégrés à l'Inde,
- les anciennes provinces de l'Empire britannique des Indes dirigées par un commissaire-en-chef,
- les îles Andaman-et-Nicobar qui ont un statut particulier.

En 1953, le nord de l'État de Madras, télougouphone, est détaché pour former le nouvel État d'Andhra. D'autres mouvements politiques se développent pour la création d'États sur la base des frontières linguistiques.
En 1956, les quatre catégories d'États sont supprimées au profit de la distinction État / territoire et le States Reorganisation Act réorganise de nombreux États en consacrant le principe des frontières linguistiques.
Ce processus se poursuit ensuite quand l'État de Bombay est partagé en 1960 entre le Gujarat et le Maharashtra puis, en 1966, du Penjab sont séparés les États hindiphones de l'Haryana et de l'Himachal Pradesh (territoire jusqu'en 1971) et le territoire de Chandigarh (capitale partagée du Penjab et de l'Haryana).
Le Nagaland devient un État en 1962, le Meghalaya en 1971, le Tripura et Manipur en 1972, l'Arunachal Pradesh devint un territoire en 1972 puis un État en 1987. Après accord avec le royaume du Sikkim celui-ci est annexé en tant qu'État en 1975. Le Mizoram devint un État en 1986.
En 2000, trois nouveaux États sont créés : le Jharkhand à partir des districts sud du Bihar, Chhattisgarh à partir de l'est du Madhya Pradesh et l'Uttarakhand à partir du nord-ouest de l'Uttar Pradesh.
Les anciens comptoirs français et portugais en Inde ont quant à eux été incorporés comme territoires : Pondichéry en 1956, Dadra et Nagar Haveli, Goa en 1962. Goa devient un État en 1987 tandis que Daman et Diu, enclaves de Goa au nord, deviennent un territoire séparé.
En 2014, un vingt-neuvième État, le Télangana, est créé à partir des districts occidentaux de l'Andhra Pradesh.
En 2019, l'État du Jammu-et-Cachemire est dissous et scindé en deux territoires de l'Union.

Les États indiens en 1951.
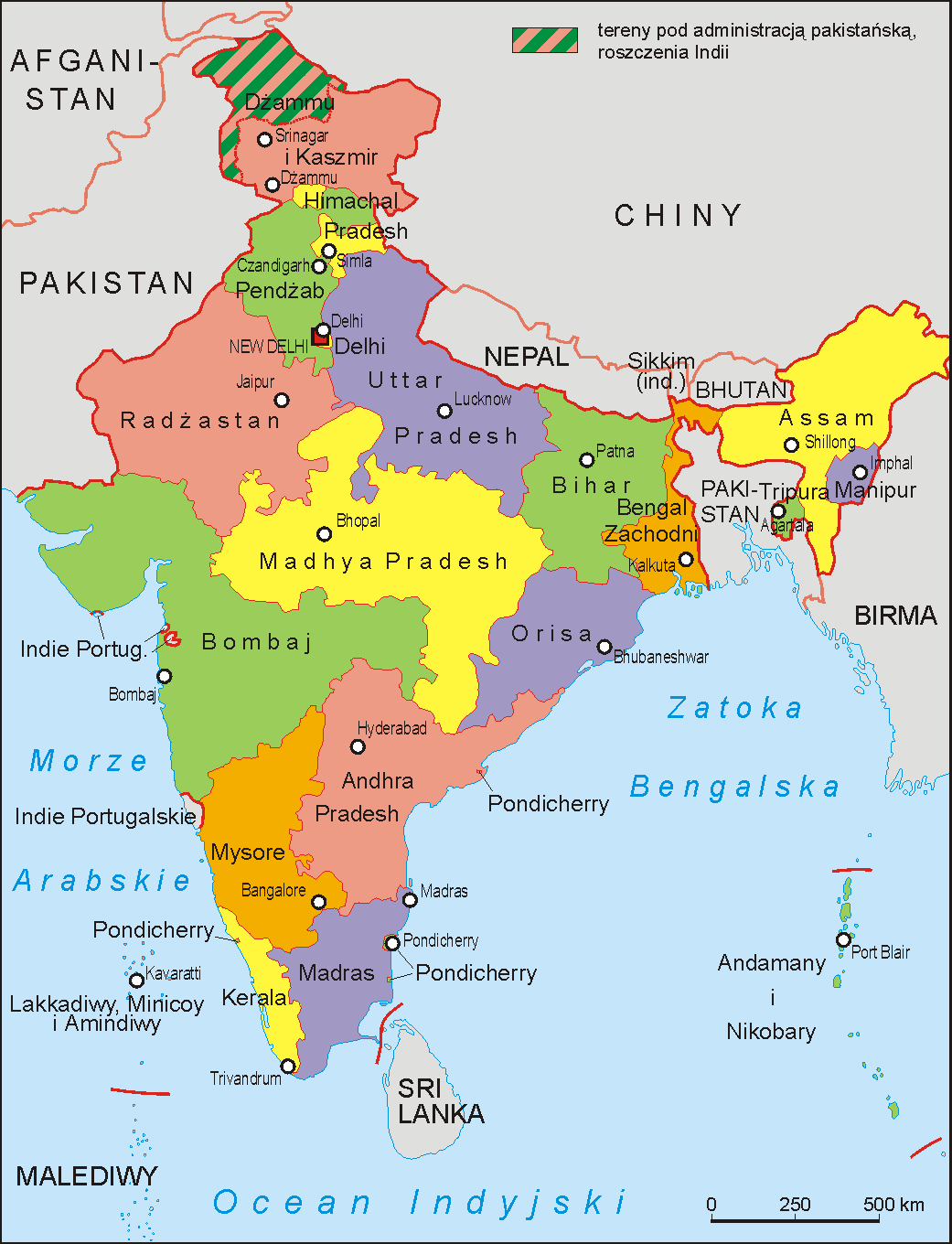
Les États indiens en 1956, après le States Reorganisation Act.
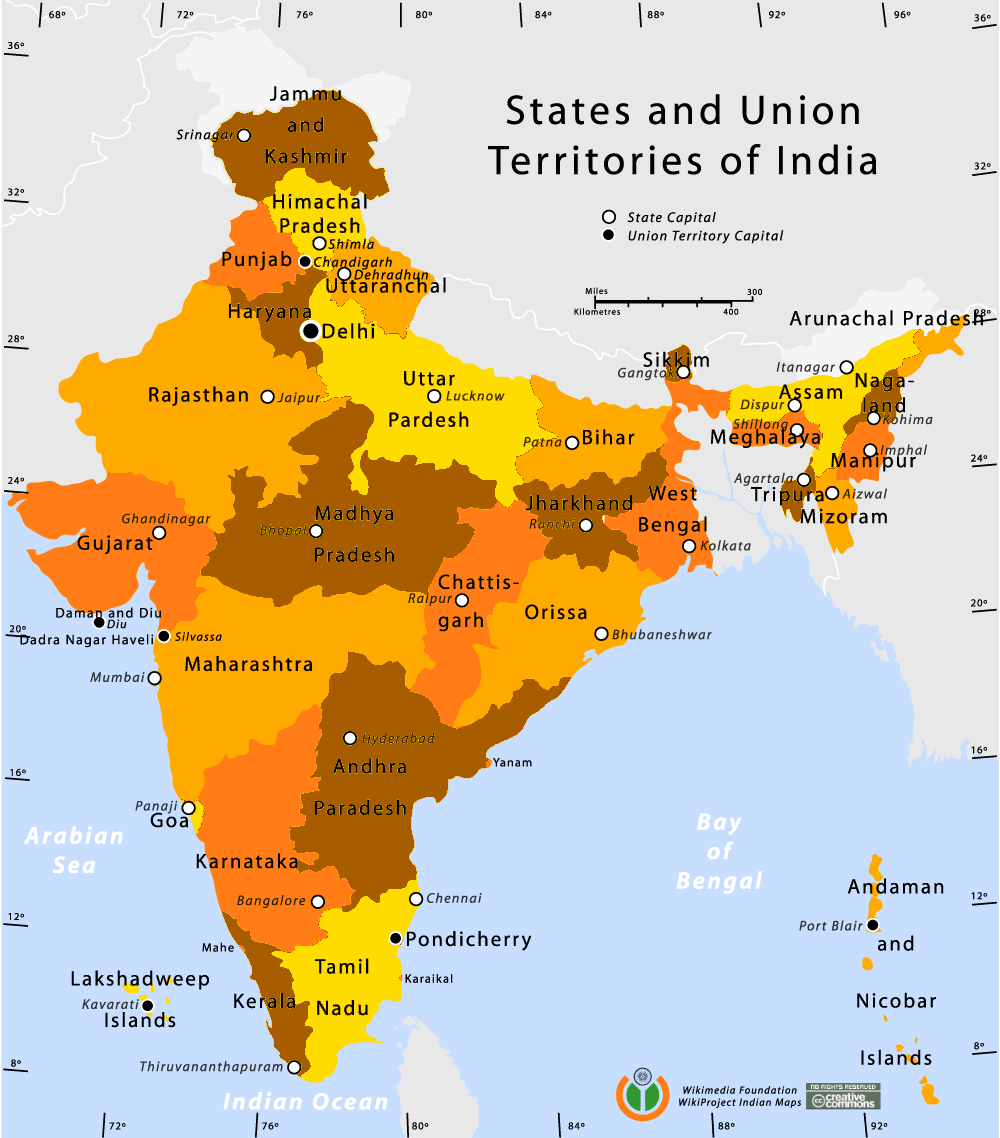
Les États indiens en 2006.
Les États indiens, avant la dissolution de l'État du Jammu-et-Cachemire.
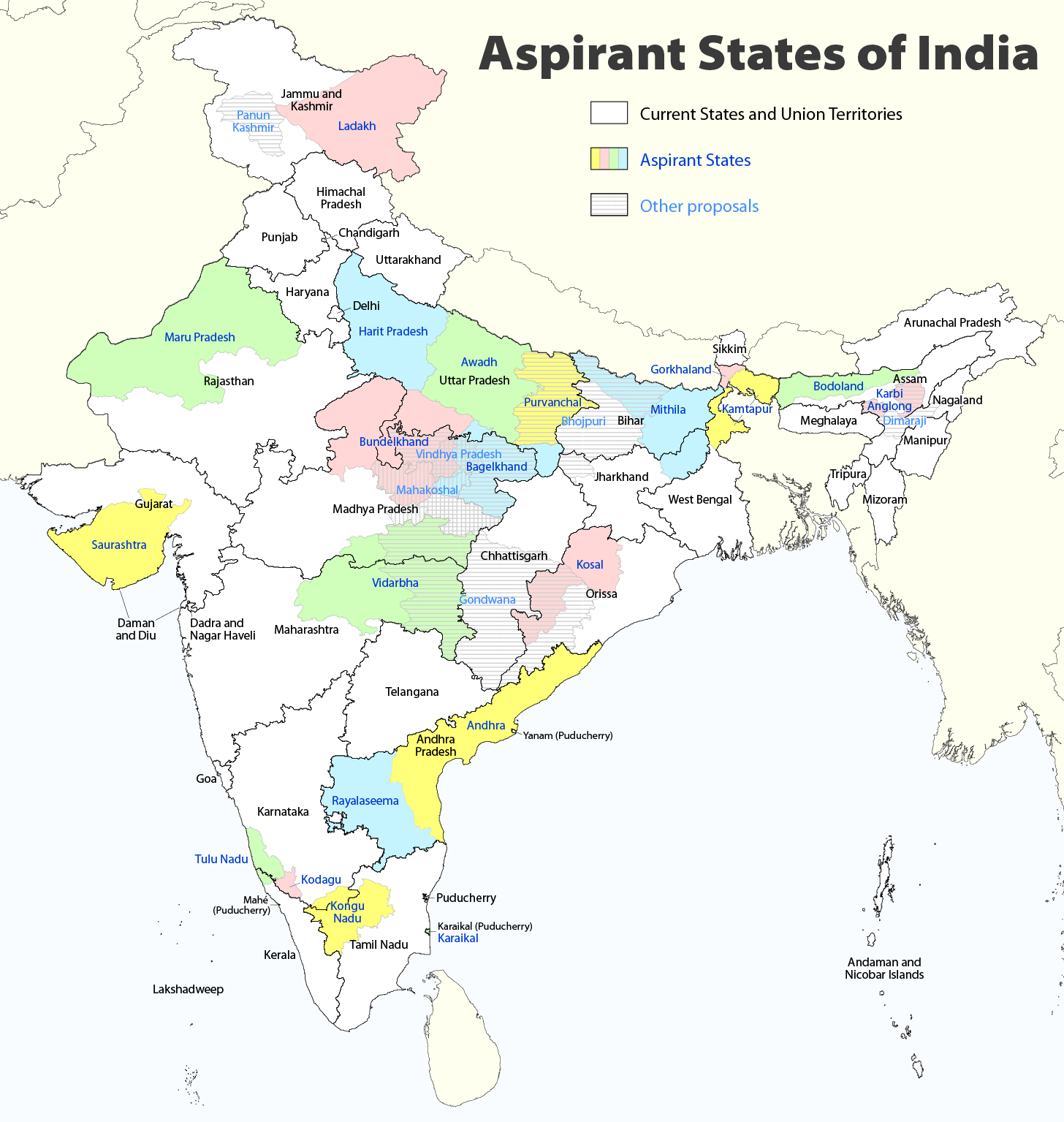
Propositions et revendications de nouveaux États.

Des mouvements existent pour réclamer la création de nouveaux États, notamment le Gorkhaland (par détachement du Bengale-Occidental), le Bodoland (Assam), le Ladakh (Jammu-et-Cachemire) ou la division de l'Uttar Pradesh en plusieurs États.

## Institutions

### Organisation des pouvoirs

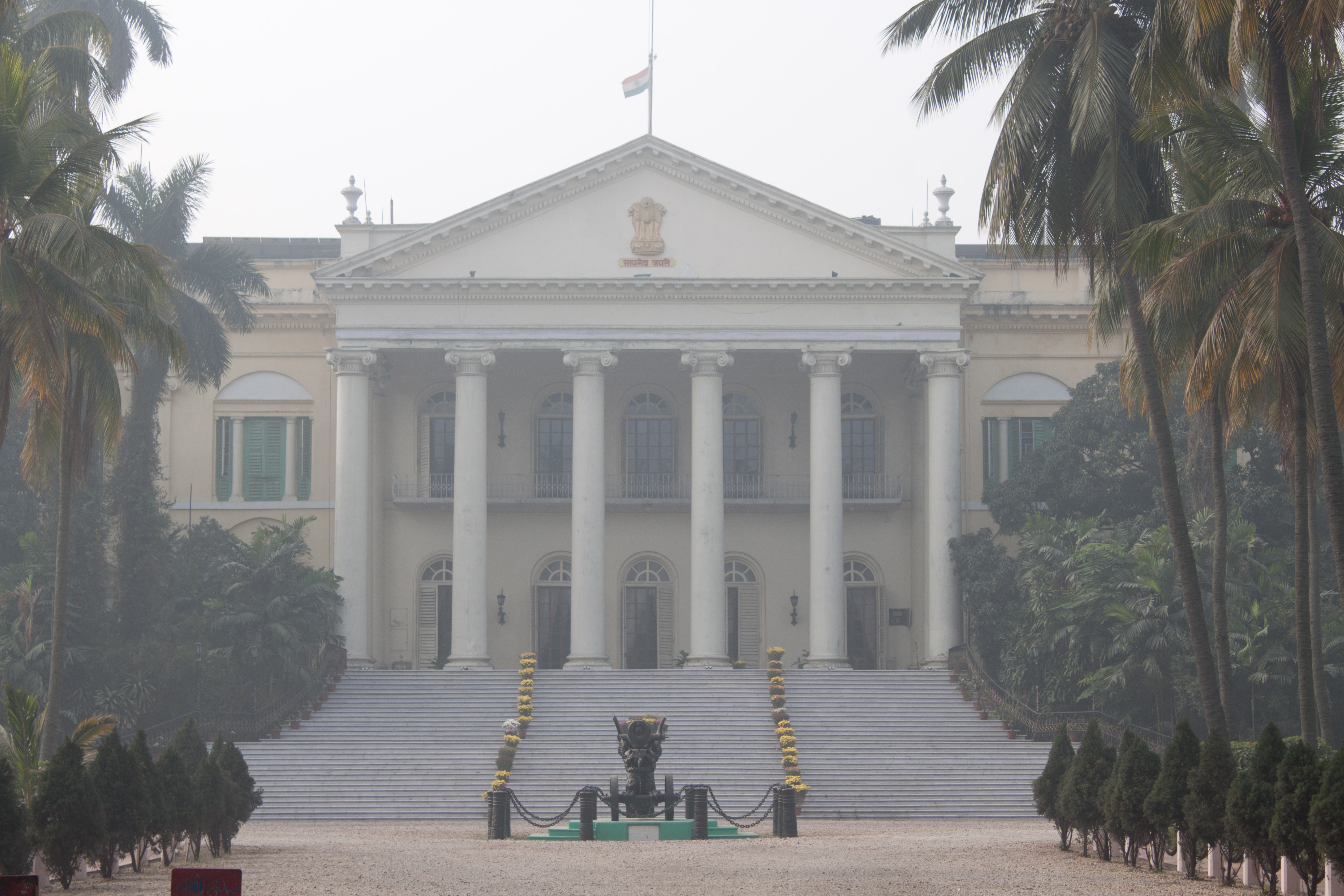
Le Raj Bhavan de Kolkata, résidence du gouverneur du Bengale-Occidental.

Les institutions des États indiens sont régies par la partie VI de la Constitution de l'Inde.
Chaque État est une démocratie parlementaire inspiré du système de Westminster. Les fonctions de chef d'État sont ainsi exercées par un gouverneur, nommé par le président de l'Inde sur recommandation du gouvernement central, dont les pouvoirs sont en grande partie honorifiques. Le pouvoir exécutif est exercé par un conseil des ministres qui est dirigé par un ministre en chef et est responsable devant la Vidhan Sabha, l'Assemblée législative élue au suffrage universel direct.
Le pouvoir législatif est exercé par une législature  qui est :
- bicamérale dans sept États (Uttar Pradesh, Bihar, Karnataka, Maharashtra, Jammu-et-Cachemire, Andhra Pradesh et Télangana) : la législature comprend alors la Vidhan Sabha élue au suffrage universel direct pour un mandat de cinq ans maximum et la Vidhan Parishad (Conseil législatif), composée aux cinq sixièmes de membres élus au suffrage indirect et à un sixième de membres nommés par le gouverneur et renouvelée par tiers tous les deux ans ;
- monocamérale dans les autres États : la législature ne comprend alors qu'une Vidhan Sabha élue au suffrage universel direct pour un mandat de cinq ans maximum.

La création ou la disparition de la Vidhan Parishad dans un État est décidée par une loi du Parlement central à la demande de la Vidhan Sabha de l'État, à la majorité absolue de ses membres et des deux-tiers des membres votants. La Vidhan Sabha peut être dissoute par le gouverneur et de nouvelles élections sont alors convoquées.

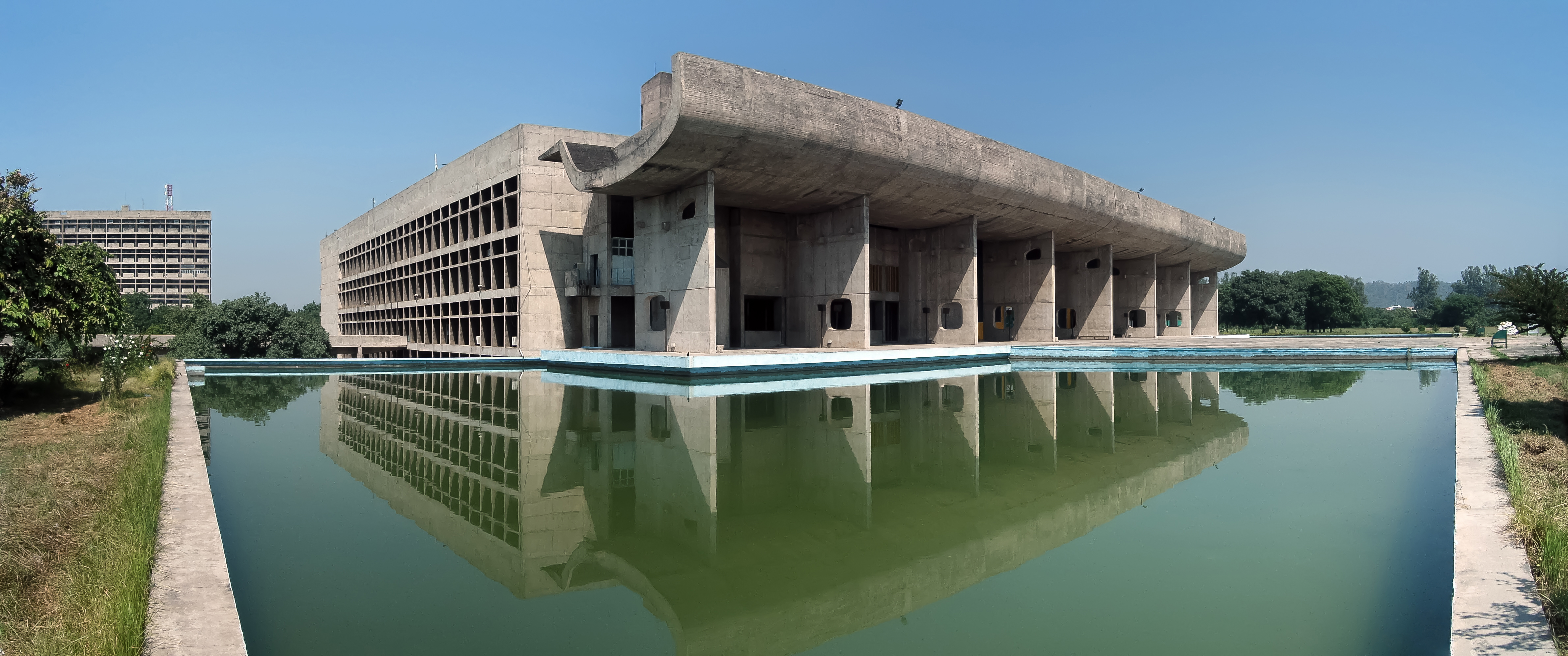
Le bâtiment de la Vidhan Sabha du Pendjab à Chandigarh.

Dans chaque État, la justice est appliquée par une Haute Cour, qui est un tribunal de l'Union dont les juges sont nommés par le président de l'Inde (il peut y avoir une seule Haute Cour pour plusieurs États), et des cours de district ou d'autres tribunaux dont les juges sont nommés par le gouverneur de l'État.

### Rôle du gouvernement central
En Inde, le rôle du gouvernement central est relativement important comparé à la situation d'autres pays fédéraux. Le gouvernement central a notamment le pouvoir d'intervenir directement dans le fonctionnement des institutions d'un État. 
Ainsi, le gouverneur de chaque État est nommé par le président de l'Inde sur recommandation du conseil des ministres et il s'agit généralement d'une personnalité issue du parti au pouvoir à New Delhi. Le gouverneur d'un État peut notamment soumettre un projet de loi adopté par la législature de l'État au véto du président (celui-ci n'agissant que sur recommandation du conseil des ministres), un éventuel véto ne pouvant pas être levé par la législature. L'article 356 de la Constitution prévoit en outre que le gouvernement central peut invoquer le President's rule, c'est-à-dire suspendre les institutions de l'État et transférer sa gestion directement au gouverneur. Par le passé, il était fréquent que le gouvernement central utilise le President's rule pour des raisons politiciennes, notamment pour mettre fin dans un État à un gouvernement d'un parti d'opposition. Cependant, depuis 1994, un jugement de la Cour suprême limite strictement les cas dans lesquels il est possible de l'invoquer : il s'agit généralement des cas où aucune majorité ne se dégage au sein de la Vidhan Sabha ou quand la coalition au pouvoir s'effondre.

### Jammu-et-Cachemire
En 1947, le Jammu-et-Cachemire rejoint l'Union indienne dans les conditions qui entourent la Première Guerre indo-pakistanaise. L'État jouit ainsi d'un statut particulier : la partie VI de la Constitution ne lui est pas applicable et c'est le seul État qui dispose de sa propre constitution. Celle-ci prévoit l'existence d'institutions similaires aux autres États indiens avec un gouverneur nommé par le président et un gouvernement, responsable devant l'Assemblée législative et dirigé par un ministre en chef. Jusqu'en 1965, le chef de l'État était le Sadr-e-Riyasat et le chef du gouvernement portait le titre de Premier ministre.
En outre, l'article 370 de la Constitution indienne prévoit que le Parlement indien ne peut adopter de loi pour le Jammu-et-Cachemire que si elles correspondent aux compétences listées dans l'instrument d'accession de l'État à l'Union ou, sinon, avec l'accord du gouvernement de l'État.

## Compétences
La répartition des pouvoirs entre les différents niveaux de gouvernement est fixée par l'article 246 de la Constitution, qui classe les compétences en trois listes :
- la liste de l'Union regroupe les compétences pour lesquelles le Parlement central est le seul autorisé à adopter des lois ; cette liste comprend notamment les forces armées, les affaires étrangères, l'énergie atomique, certaines industries, la citoyenneté et l'immigration, les chemins de fer, les routes nationales, la navigation maritime, les ports d'importance nationale, les aéroports, les télécommunications, la monnaie, le commerce entre les États et avec l'étranger, les banques et assurances, les bourses, la propriété intellectuelle, les poids et mesures, certaines mines, la classification des films, les universités, musées et bibliothèques d'importance nationale, les monuments historiques d'importance nationale, le recensement ;
- la liste des États énumère les compétences pour lesquelles seuls les législatures des États peuvent adopter des lois : il s'agit notamment de l'ordre public et la police, les prisons, les gouvernements locaux, la santé publique et les hôpitaux, l'alcool, les cimetières et crémations, les institutions culturelles qui ne relèvent pas du gouvernement central, les routes autres que nationales, l'agriculture et le bétail, l'irrigation et la gestion de l'eau, la gestion des terres, les pêcheries, le pétrole, les marchés et foires, les auberges, les sociétés autres que celles qui relèvent du gouvernement central, les jeux ;
- la liste concurrente énumère des compétences pour lesquelles à la fois le Parlement et les législatures des États sont autorisés à légiférer : dans le cas où une loi centrale et une loi d'un État sont contradictoires, la loi du Parlement central prévaut. Il s'agit notamment de la loi et la procédure pénales, le mariage et le divorce, le droit des contrats, les règles de faillite, les procédures civiles, les nomades, le traitement des animaux, les forêts, les drogues, le planning familial, les monopoles commerciaux, les syndicats et le droit du travail, la sécurité sociale, l'éducation, les organismes de charité, le contrôle des prix, les automobiles, l'électricité, la presse.

Toutefois, le fédéralisme indien incorpore des éléments de centralisme :
- à la différence de la plupart des fédérations, en Inde, les pouvoirs résiduels sont attribués par l'article 248 de la Constitution au Parlement central ;
- de plus, le Parlement a le pouvoir d'adopter « dans l'intérêt national » des lois qui figurent sur la liste des États s'il y est autorisé par une résolution de la Rajya Sabha adoptée par les deux tiers des membres présents ou si l'état d'urgence est proclamé[3].

De même, les listes fixent aussi quels sont les impôts que les États peuvent prélever : il s'agit principalement de taxes sur les activités agricoles et les édifices construits, de droits d'accise, de taxe sur l'électricité, la publicité, les transports, les produits de luxe ou d'impôt par capitation. Les impôts qui génèrent le plus de recettes comme l'impôt sur le revenu, les droits de douane, l'impôt sur les sociétés sont de la compétence du gouvernement central,.
Par ailleurs, la Constitution autorise le Parlement central à créer des corps de la fonction publique pour toute l'Inde (All India Civil Services). Ainsi, de nombreux fonctionnaires qui travaillent pour les États sont en fait recrutés et nommés par le gouvernement central. En outre, le plus haut tribunal de chaque État, la Haute Cour, est un tribunal de l'Union dont les juges sont nommés et mutés par le gouvernement central.

## Liste des États et territoires
| État ou territoire de l'Union                                     | État ou territoire de l'Union | Code | Statut                | Capitale                                       | Création          | Population  | Superficie (km2) | Langues officielles                  |
| ----------------------------------------------------------------- | ----------------------------- | ---- | --------------------- | ---------------------------------------------- | ----------------- | ----------- | ---------------- | ------------------------------------ |
| Îles Andaman-et-Nicobar                                           |                               | AN   | Territoire de l'Union | Port Blair                                     | 26 janvier 1950   | 379 944     | 8 249            | Hindi, anglais                       |
| Andhra Pradesh                                                    |                               | AP   | État                  | Amaravati                                      | 1er octobre 1953  | 49 506 799  | 160 205          | Télougou                             |
| Arunachal Pradesh                                                 |                               | AR   | État                  | Itanagar                                       | 20 février 1987   | 1 383 727   | 83 743           | Anglais                              |
| Assam                                                             |                               | AS   | État                  | Dispur                                         | 26 janvier 1950   | 31 205 576  | 78 550           | Assamais                             |
| Bengale-Occidental                                                |                               | WB   | État                  | Calcutta                                       | 26 janvier 1950   | 91 276 115  | 88 752           | Bengali, népalais.                   |
| Bihar                                                             |                               | BR   | État                  | Patna                                          | 26 janvier 1950   | 104 099 452 | 99 200           | Hindi                                |
| Chandigarh                                                        |                               | CH   | Territoire de l'Union | Chandigarh                                     | 1er novembre 1966 | 1 054 686   | 114              | Anglais                              |
| Chhattisgarh                                                      |                               | CG   | État                  | Raipur                                         | 1er novembre 2000 | 25 545 198  | 135 194          | Hindi                                |
| Dadra et Nagar Haveli et Daman et Diu                             | DN                            | DD   | Territoire de l'Union | Daman                                          | 26 janvier 1987   | 242 911     | 112              | Konkani, gujarati, Konkani           |
| Capitale nationale de Delhi                                       |                               | DL   | Territoire de l'Union | New Delhi                                      | 26 janvier 1950   | 16 753 235  | 1 484            | Hindi                                |
| Goa                                                               |                               | GA   | État                  | Panaji                                         | 30 mai 1987       | 1 458 545   | 3 702            | Konkani                              |
| Gujarat                                                           |                               | GJ   | État                  | Gandhinagar                                    | 1er mai 1960      | 60 439 692  | 196 024          | Gujarati                             |
| Haryana                                                           |                               | HR   | État                  | Chandigarh                                     | 1er novembre 1966 | 25 351 462  | 44 212           | Hindi                                |
| Himachal Pradesh                                                  |                               | HP   | État                  | Shimla (anciennement : Simla)                  | 25 janvier 1971   | 6 864 602   | 55 673           | Hindi                                |
| Jammu-et-Cachemire                                                |                               | JK   | Territoire de l'Union | Srinagar (été) Jammu (hiver)                   | 31 octobre 2019   | 11 984 144  | 42 241           | Ourdou                               |
| Jharkhand                                                         |                               | JH   | État                  | Ranchi                                         | 15 novembre 2000  | 32 988 134  | 74 677           | Hindi                                |
| Karnataka (anciennement : Mysore)                                 |                               | KA   | État                  | Bangalore                                      | 1er novembre 1956 | 61 095 297  | 191 791          | Kannada                              |
| Kerala                                                            |                               | KL   | État                  | Thiruvananthapuram (anciennement : Trivandrum) | 1er novembre 1956 | 33 406 061  | 38 863           | Malayalam                            |
| Ladakh                                                            |                               | LA   | Territoire de l'Union | Leh                                            | 31 octobre 2019   | 274 289     | 59 146           | Ladakhi                              |
| Lakshadweep (anciennement : îles Laquedives, Amindivi et Minicoy) |                               | LD   | Territoire de l'Union | Kavaratti                                      | 1er novembre 1956 | 64 429      | 32               | Anglais                              |
| Madhya Pradesh                                                    |                               | MP   | État                  | Bhopal                                         | 1er novembre 1956 | 72 626 809  | 308 252          | Hindi                                |
| Maharashtra                                                       |                               | MH   | État                  | Bombay                                         | 1er mai 1960      | 112 374 333 | 307 713          | Marathi                              |
| Manipur                                                           |                               | MN   | État                  | Imphal                                         | 21 janvier 1972   | 2 855 794   | 22 347           | Manipuri                             |
| Meghalaya                                                         |                               | ML   | État                  | Shillong                                       | 21 janvier 1972   | 2 966 889   | 22 720           | Anglais                              |
| Mizoram                                                           |                               | MZ   | État                  | Aizawl                                         | 20 février 1987   | 1 097 206   | 21 081           | Anglais, hindi, mizo                 |
| Nagaland                                                          |                               | NL   | État                  | Kohima                                         | 1er décembre 1963 | 1 978 502   | 16 579           | Anglais                              |
| Odisha (anciennement : Orissa)                                    |                               | OD   | État                  | Bhubaneswar                                    | 26 janvier 1950   | 41 974 218  | 155 820          | Odia                                 |
| Pendjab                                                           |                               | PB   | État                  | Chandigarh                                     | 1er novembre 1966 | 27 743 338  | 50 362           | Pendjabi                             |
| Pondichéry                                                        |                               | PY   | Territoire de l'Union | Pondichéry                                     | 16 août 1962      | 1 244 464   | 479              | Tamoul, anglais, malayalam, télougou |
| Rajasthan                                                         |                               | RJ   | État                  | Jaipur                                         | 1er novembre 1956 | 68 548 437  | 342 269          | Hindi                                |
| Sikkim                                                            |                               | SK   | État                  | Gangtok                                        | 16 mai 1975       | 610 577     | 7 096            | Anglais                              |
| Tamil Nadu (anciennement : Madras)                                |                               | TN   | État                  | Madras                                         | 26 janvier 1950   | 72 147 030  | 130 058          | Tamoul                               |
| Telangana                                                         |                               | TS   | État                  | Hyderabad                                      | 2 juin 2014       | 35 193 978  | 114 840          | Télougou, ourdou                     |
| Tripura                                                           |                               | TR   | État                  | Agartala                                       | 21 janvier 1972   | 3 673 917   | 10 492           | Bengali, anglais, kokborok           |
| Uttarakhand (anciennement : Uttaranchal)                          |                               | UK   | État                  | Dehradun                                       | 9 novembre 2000   | 10 086 292  | 53 483           | Hindi, sanskrit                      |
| Uttar Pradesh                                                     |                               | UP   | État                  | Lucknow                                        | 26 janvier 1950   | 199 812 341 | 243 286          | Hindi                                |

1. ↑  Le bengali et le népalais sont langues officielles dans les subdivisions de Darjeeling et Kurseong, dans le district de Darjeeling.
2. 1 2  Le territoire de l'Union de Chandigarh est la capitale commune du Pendjab et de l'Haryana.
3. ↑  Le malayalam est langue officielle à Mahé et le télougou à Yanam.
4. ↑  L'Andhra Pradesh a été divisé en deux États le 2 juin 2014 : le Telangana et le reste de l'Andhra Pradesh. Hyderabad, située au Telangana, reste la capitale commune des deux États pendant une période n'excédant pas dix ans.
5. ↑  Dehradun est la capitale provisoire de l'Uttarakhand. Gairsain est envisagée comme site de la nouvelle capitale.

## Données démographiques
|    | État ou territoire       | Population (recensement de 2011) | % de la population | Population (recensement de 2001) | % de la population (2001) | % croissance (2001–11) | Croissance (2001–11) | Pop. rurale | Pop. urbaine | Superficie (km2) | Densité (km2) | Sexe-ratio (femmes pour 1000 hommes) |
| -- | ------------------------ | -------------------------------- | ------------------ | -------------------------------- | ------------------------- | ---------------------- | -------------------- | ----------- | ------------ | ---------------- | ------------- | ------------------------------------ |
| 01 | Uttar Pradesh            | 199 581 477                      | 16,49              | 166 197 921                      | 16,16                     | 20,1                   | 33 383 556           | 155 111 022 | 44 470 455   | 240 928          | 828           | 908                                  |
| 02 | Maharashtra              | 112 372 972                      | 9,28               | 96 878 627                       | 9,42                      | 16,0                   | 15 494 345           | 61 545 441  | 50 827 531   | 307 713          | 365           | 946                                  |
| 03 | Bihar                    | 103 804 637                      | 8,58               | 82 998 509                       | 8,07                      | 25,1                   | 20 806 128           | 92 075 028  | 11 729 609   | 94 163           | 1 102         | 916                                  |
| 04 | Bengale-Occidental       | 91 347 736                       | 7,55               | 80 176 197                       | 7,79                      | 13,9                   | 11 171 539           | 62 213 676  | 29 134 060   | 88 752           | 1 029         | 947                                  |
| 05 | Madhya Pradesh           | 72 597 565                       | 6,00               | 60 348 023                       | 5,87                      | 20,3                   | 12 249 542           | 52 537 899  | 20 059 666   | 308 245          | 236           | 930                                  |
| 06 | Tamil Nadu               | 72 138 958                       | 5,96               | 62 405 679                       | 6,07                      | 15,6                   | 9 733 279            | 37 189 229  | 34 949 729   | 130 058          | 555           | 995                                  |
| 07 | Rajasthan                | 68 621 012                       | 5,67               | 56 507 188                       | 5,49                      | 21,4                   | 12 113 824           | 51 540 236  | 17 080 776   | 342 239          | 201           | 926                                  |
| 08 | Karnataka                | 61 130 704                       | 5,05               | 52 850 562                       | 5,14                      | 15,7                   | 8 280 142            | 37 552 529  | 23 578 175   | 191 791          | 319           | 968                                  |
| 09 | Gujarat                  | 60 383 628                       | 5,00               | 50 671 017                       | 4,93                      | 19,2                   | 9 712 611            | 34 670 817  | 25 712 811   | 196 024          | 308           | 918                                  |
| 10 | Andhra Pradesh           | 49 378 776                       | 4,10               |                                  |                           |                        |                      |             |              | 160 205          | 307           |                                      |
| 11 | Odisha                   | 41 947 358                       | 3,47               | 36 804 660                       | 3,58                      | 14,0                   | 5 142 698            | 34 951 234  | 6 996 124    | 155 707          | 269           | 978                                  |
| 12 | Telangana                | 35 286 757                       | 2,90               |                                  |                           |                        |                      |             |              | 160 205          | 310           |                                      |
| 13 | Kerala                   | 33 387 677                       | 2,76               | 31 841 374                       | 3,10                      | 4,9                    | 1 546 303            | 17 445 506  | 15 932 171   | 38 863           | 859           | 1 084                                |
| 14 | Jharkhand                | 32 966 238                       | 2,72               | 26 945 829                       | 2,62                      | 22,3                   | 6 020 409            | 25 036 946  | 7 929 292    | 79 714           | 414           | 947                                  |
| 15 | Assam                    | 31 169 272                       | 2,58               | 26 655 528                       | 2,59                      | 16,9                   | 4 513 744            | 26 780 526  | 4 388 756    | 78 438           | 397           | 954                                  |
| 16 | Pendjab                  | 27 704 236                       | 2,30               | 24 358 999                       | 2,37                      | 13,7                   | 3 345 237            | 17 316 800  | 10 387 436   | 50 362           | 550           | 893                                  |
| 17 | Haryana                  | 25 753 081                       | 2,09               | 21 144 564                       | 2,06                      | 19,9                   | 4 208 517            | 16 531 493  | 8 821 588    | 44 212           | 573           | 877                                  |
| 18 | Chhattisgarh             | 25 540 196                       | 2,11               | 20 833 803                       | 2,03                      | 22,6                   | 4 706 393            | 19 603 658  | 5 936 538    | 135 191          | 189           | 991                                  |
| 19 | Jammu-et-Cachemire       | 12 548 926                       | 1,04               | 10 143 700                       | 0,99                      | 23,7                   | 2 405 226            | 9 134 820   | 3 414 106    | 222 236          | 56            | 883                                  |
| 20 | Uttarakhand              | 10 116 752                       | 0,84               | 8 489 349                        | 0,83                      | 19,2                   | 1 627 403            | 7 025 583   | 3 091 169    | 53 483           | 189           | 963                                  |
| 21 | Himachal Pradesh         | 6 856 509                        | 0,57               | 6 077 900                        | 0,59                      | 12,8                   | 778 609              | 6 167 805   | 688 704      | 55 673           | 123           | 974                                  |
| 22 | Tripura                  | 3 671 032                        | 0,30               | 3 199 203                        | 0,31                      | 14,7                   | 471 829              | 2 710 051   | 960 981      | 10 486           | 350           | 961                                  |
| 23 | Meghalaya                | 2 964 007                        | 0,24               | 2 318 822                        | 0,23                      | 27,8                   | 645 185              | 2 368 971   | 595 036      | 22 429           | 132           | 986                                  |
| 24 | Manipur                  | 2 721 756                        | 0,22               | 2 293 896                        | 0,22                      | 18,7                   | 427 860              | 1 899 624   | 822 132      | 22 327           | 122           | 987                                  |
| 25 | Nagaland                 | 1 980 602                        | 0,16               | 1 990 036                        | 0,19                      | −0,5                   | −9 434               | 1 406 861   | 573 741      | 16 579           | 119           | 931                                  |
| 26 | Goa                      | 1 457 723                        | 0,12               | 1 347 668                        | 0,13                      | 8,2                    | 110 055              | 551 414     | 906 309      | 3 702            | 394           | 968                                  |
| 27 | Arunachal Pradesh        | 1 382 611                        | 0,11               | 1 097 968                        | 0,11                      | 25,9                   | 284 643              | 1 069 165   | 313 446      | 83 743           | 17            | 920                                  |
| 28 | Mizoram                  | 1 091 014                        | 0,09               | 888 573                          | 0,09                      | 22,8                   | 202 441              | 529 037     | 561 997      | 21 081           | 52            | 975                                  |
| 29 | Sikkim                   | 607 688                          | 0,05               | 540 851                          | 0,05                      | 12,4                   | 66 837               | 455 962     | 151 726      | 7 096            | 86            | 889                                  |
| A  | Delhi                    | 16 753 235                       | 1,38               | 13 850 507                       | 1,35                      | 21                     | 2 902 728            | 419 319     | 16 333 916   | 1 484            | 11 297        | 866                                  |
| B  | Territoire de Pondichéry | 1 244 464                        | 0,10               | 974 345                          | 0,09                      | 27,7                   | 270 119              | 394 341     | 850 123      | 479              | 2 598         | 1 038                                |
| C  | Chandigarh               | 1 054 686                        | 0,09               | 900 635                          | 0,09                      | 17,1                   | 154 051              | 29 004      | 1 025 682    | 114              | 9 252         | 818                                  |
| D  | Îles Andaman-et-Nicobar  | 379 944                          | 0,03               | 356 152                          | 0,03                      | 6,7                    | 23 792               | 244 411     | 135 533      | 8 249            | 46            | 878                                  |
| E  | Dadra et Nagar Haveli    | 342 853                          | 0,03               | 220 490                          | 0,02                      | 55,5                   | 122 363              | 183 024     | 159 829      | 491              | 698           | 775                                  |
| F  | Daman et Diu             | 242 911                          | 0,02               | 158 204                          | 0,02                      | 53,5                   | 84 707               | 60 331      | 182 580      | 112              | 2 169         | 618                                  |
| G  | Lakshadweep              | 64 429                           | 0,01               | 60 650                           | 0,01                      | 6,2                    | 3 779                | 14 121      | 50 308       | 32               | 2 013         | 946                                  |
| -  | Inde                     | 1 210 193 422                    | 100                | 1 028 737 436                    | 100                       | 17,64                  | 181 455 986          | 833 087 662 | 377 105 760  | 3 287 240        | 368           | 940                                  |